# Требования народа
«Требования народа» (хорв. Zahtijevanja naroda) — петиция, поданная 25 марта 1848 года Великим национальным собранием Королевства Хорватия. Состояла из 30 пунктов, в которых излагалась политическая программа и ценностные принципы хорватского национально движения, стремившегося изменить правовое положение Хорватии в Австрийской империи и решить накопившиеся социальные проблемы.

## Принятие
«Требования нации» были зачитаны Иваном Кукулевичем-Сакцинским на заседании Великого национального собрания в Национальном домашнем дворце в Загребе и были приняты депутатами единогласно. «Требования» представляли собой политическую программу Народной партии, которая доминировала во всех хорватских округах с 1842 года. Сессия Великого национального собрания, состоявшаяся 25 марта 1848 года, стала результатом иллирийского движения и социальных потрясений по всей Европе середины XIX века. Она же положила начало истории современного хорватского парламента (Сабор). Впервые в истории на национальном собрании представителей присутствовали выходцы из всех социальных классов, представляющие Триединое Королевство Хорватии, Далмации и Славонии. В сессии также приняли участие студенты Загребской народной православной академии и слушатели Римско-католической епископальной семинарии.
«Требования нации» были напечатаны в виде листовки тиражом 15 000 двуязычных хорватско-немецких экземпляров, чтобы их могло прочитать и понять большое количество людей.
29 марта петиция была подана императору Францу Иосифу I специальной делегацией из 400 человек во главе с Людевитом Гаем. Франц Иосиф I не выказал никакого намерения принимать требования, но бан Хорватии Йосип Елачич к тому времени запретил хорватам получать какие-либо дальнейшие распоряжения от венгерского революционного правительства в Будапеште.

## Ключевые требования
- избрание Йосипа Елачича на должность Бана,
- скорейший созыв Сабора,
- объединение Далмации и военной границы с Хорватией и Славонией,
- создание современного университета в Хорватии,
- независимость Хорватии от Венгерского королевства в отношении финансов, языка и образования,
- создание хорватской национальной армии,
- свобода печати, религии, учебы и слова,
- равенство всех перед судом, публичные слушания, устные прения, введение суда присяжных и подотчётность судей,
- избирательное право для всех мужчин,
- отмена сословных привилегий и крепостного права.